# ジャイアントロボ バベルの籠城
『ジャイアントロボ バベルの籠城』（ジャイアントロボ バベルのろうじょう）は、原作：横山光輝・脚本：今川泰宏・漫画：戸田泰成による日本の漫画作品。『チャンピオンRED』（秋田書店）にて、先行版の読み切り「新章 prologue」が2011年5月号に掲載された後、同年6月号から2014年5月号まで連載。
『ジャイアントロボ』の漫画化作品で、『チャンピオンRED』で連載された『ジャイアントロボ 地球の燃え尽きる日』の続編である。前作から10年後の世界が舞台となっており、舞台も登場人物も一変し、多くの新キャラが登場する予定とのこと。物語序盤の第2話からは、前作のキャラクターたちが登場し相争う「バベルの籠城」での戦いの様子が描かれている。
連載中、最後まで謎が解き明かされず、単行本での加筆も小規模に留まり、未完のままで終了している。

## あらすじ
バベルの籠城 - 梁山泊・BF団が相討ちとなり共倒れの結果に終わった最終決戦から10年の歳月が流れた。
国際警察連合の生き残りである銀鈴と鉄牛は輸送機の機上にいた。そこへ突如として何体ものBF団のロボットを率いた少年が襲撃してきた。少年の正体は草間大作――10年前に死んだはずの、梁山泊頭領だった!!　大作の目的は国際警察連合が発見したジャイアントロボを取り返すことだった。
死んだはずの大作が何故生きているのか?　何故10年前と同じ姿のままなのか?　彼がBF団と共に行動しているのは何故か?　多くの謎をはらんだまま、時代も登場人物も一新したジャイアントロボ最終章が始まった!!!

## 登場人物
草間 大作（くさま だいさく）
梁山泊頭領。10年前の“バベルの籠城”の後、行方不明となっていたが、当時の少年の姿のまま突如出現し、ジャイアントロボを取り戻すべく行動する。10年前と違い、飛んでくる銃弾の軌道を逸らしたり、弾丸や爆発の衝撃を自分の身におよばないようにしたりする能力を見せる。
最終回にて大作とジャイアントロボが世界を滅ぼす危険な存在であることが明かされたが、それがどのように危険なのかは説明されなかった。

### 梁山泊
銀玲（ぎんれい）
チャイナ服を着た黒髪長髪の美少女。“籠城戦”に参加しなかった「残党」の1人。大作と行動を共にするが、最終回にてその正体が前作『地球の燃え尽きる日』に登場したサリー・ザ・マジシャン（魔法使いサリー）であることを大作に明かす。10年前は記憶を失い大作と行動を共にしていたが、10年の間に記憶を取戻し、大作と決別していた。
鉄牛（てつぎゅう）
2丁の斧を使う大男。銀玲と同じく、梁山泊の「残党」の1人。銀玲同様大作と行動を共にするが、最終回にてその正体が十傑衆の一人、衝撃のアルベルトであることを大作に明かし、記憶を取り戻した娘のサリーと共に大作の存在を危険視し抹殺しようとする。
黄信 （こうしん）
梁山泊エキスパートの指南役で九大天王に匹敵する剣の使い手。アニメ版と違い無思慮なところがある。
花栄 （かえい）
黄信と同じくエキスパートの指南役。弓の使い手。
秦明 （しんめい）
霹靂火の秦明。元九大天王でありバベルの塔を半壊させ、十傑衆3人の首をとるほどの猛者。しかしその力を制御することができず自らの身を花栄と黄信の二人に分けた。二人のうちのどちらかの命が尽きようとするときに合体して秦明となることができる。

#### 九大天王
韓信元帥（かんしんげんすい）
梁山泊の軍師。“バベルの籠城”の際には、甲冑姿で参戦。万里の壁の一人となり大作を守る。
静かなる中条（しずかなるちゅうじょう）

影丸（かげまる）

ディック牧（ディックまき）

神行太保戴宗（しんこうたいほたいそう）

あばれ天童（あばれてんどう）

大塚署長（おおつかしょちょう）

九紋竜史進（くもんりゅうししん）

### BF団
ビッグ・ファイア
BF団のリーダー。BF団のメンバーにとってその存在は神にも等しいものとして崇められている。“バベルの籠城”の際、世界中にいるBF団の人間に『草間大作を守れ』という命令を下す。
諸葛孔明（しょかつこうめい）
BF団の軍師。様々な策を巡らす陰謀家。十傑衆との仲は決して良好とは言えないが、リーダーであるビッグ・ファイアへの忠誠心は本物。
コ・エンシャク
両手に2本の鞭を持つ鎧武者。コ・エンシャクというのは個人の名称では無いらしく、同じ姿をした者たちが多数いる。

#### 十傑衆
ビッグ・ファイアの『草間大作を守れ』という命令を忠実に実行しある程度は大作の命令も聞く。自らの命と引き換えに放つ大技を持っている。
素晴らしきヒィッツカラルド（すばらしきヒィッツカラルド）
十傑衆の1人。白いスーツを着た男で、髪も白く両目には黒目の部分が無い。「指を弾く」ことであらゆる物を切り裂く能力を持つ。作中で最初に登場した十傑衆で、大作と行動を共にしている。
混世魔王・樊瑞（こんせいまおう・はんずい）
十傑衆のリーダー。無数の銅銭を自在に操り、武器や防壁となす。バベルの塔崩壊後、ライセ一党から大作を護るために十年間、一睡もせず結界を張り続けた。その後大作が目覚めたが、全ての力を使い果たしておりライセ一党の攻撃から大作を逃がすため全身に矢を浴び死亡する。
直系の怒鬼 （ちょっけいのどき）
ビッグ・ファイアの直系の子孫。千変万化の武術使い。

### ライセ一党
黄帝ライセ
アニメ版では国際警察機構の最高責任者とされているが、本作では国際警察機構にもBF団にも組せず両者と敵対する第3極の存在として登場している。
ビッグ・ファイアにより封印されていたが、国際警察機構とBF団の決戦の際によみがえった。バベルの塔を根城に自らを封印する力を持つ大作の命を狙っている。
呂布
虎牢関の呂布。大凶の呂布。先代の九大天王・十傑衆と激闘を繰り広げた。呂布を倒しきれないと見た両軍により虎牢関に封印された。この戦いで生き残ったのはそれぞれ二人であった。その力を見込んだライセにより解放され、大作を守る現十傑衆と激突する。

#### 三獄死
国際警察機構もBF団もないころの太古の英雄。呂布に力を吸い取られその内に封じ込められ、呂布の強大な力の源になっていたが呂布の死により解放された。
劉備
三獄死のリーダー。ライセに戦いを挑むがかなわないと見るやライセの部下になった。十傑集に三獄死を倒されていくなか、ライセに見限られ殺害されるが、瀕死の関羽と張飛に残りの生命エネルギーを与えられ一瞬生き返り、生き血を大作に飲ませ解毒させた。
馬超
自らの血を使い分身を作り出す。大作を追い詰めるもののカワラザキ、天童の捨て身の攻撃により死亡した。
黄忠
梁山泊のエキスパート養成所に攻め込み花栄・黄信と激突する。死の間際に自らの特殊な毒で大作を感染させる。劉備の生き血を飲むことで解毒出来る。
趙雲
口からあらゆる物を吸い込む能力を持つ。幽鬼と対決する。ヒィッツカラルドのエネルギーを吸い取り重症を負わせるが、幽鬼の命をかけた最後の技で死亡。
関羽
バベルの塔に攻め込んできた十傑衆赤影、九大天王影丸の忍者ふたりと戦いその力を見せつけるが、2人の忍術に翻弄され死亡。
張飛
劉備・関羽の義弟。凄まじい力を持つ。見せ場もなく怒鬼に敗北した。

## 登場メカ
ジャイアントロボ
梁山泊頭領・草間大作が父親から託された巨大ロボット。

## キーワード
バベルの籠城
それははるかなる遠い伝説――栄華と繁栄を誇った人々は己の力を過信し我々こそが世界の主と示すために巨大な塔<バベルの塔>の建設を始めた――
10年前――その塔の隠されし地において天をも畏れぬ者たちが互いに争い大地を血に染めた
その蛮行に怒った神は“大いなる炎”の鉄槌を下し相争うすべての者らを焼きほろぼした――
BF団との決着をつけるため、国際警察連合が総力を挙げて挑んだ戦いであり、参加した者はBF団・国際警察連合とも全員が死亡し、梁山泊頭領の草間大作も行方不明になったと伝えられている。しかし、この戦いの結果、世界は“燃え尽きる”ことなく平和に続いているとも言われている。ただし、関係者の多くが死亡したとされていることもあり、この時に何があったのか、真実は明らかにされていない。
作中の10年前に、BF団の本拠である「バベルの塔」に、国際警察連合がその本部である「梁山泊の要塞」ごと襲撃をかけた作戦であり、敗北すれば世界はBF団のものとなるしかないという「背水の陣」であった。それを迎え撃ったのは、コ・エンシャクと十傑衆のリーダー・混世魔王樊瑞、それに策士・諸葛孔明だった。
GR計画
孔明が中心となって推し進めているBF団の計画。この計画の存在は前作からほのめかされており、OVA『ジャイアントロボ THE ANIMATION -地球が静止する日』のラストでも言及されている。
アンチ・エネルギーシステム
ジャイアントロボに搭載された武装。腕部の装甲を展開し、そこから発する光球によりエネルギーを吸収し兵器を無力化する。

## 書誌情報
- 原作：横山光輝・脚本：今川泰宏・漫画：戸田泰成 『ジャイアントロボ バベルの籠城』秋田書店〈チャンピオンREDコミックス〉、全6巻
  1. 2011年12月19日発売 ISBN 978-4-253-23240-1
  2. 2012年5月18日発売 ISBN 978-4-253-23526-6
  3. 2012年11月20日発売 ISBN 978-4-253-23527-3
  4. 2013年4月19日発売 ISBN 978-4-253-23528-0
  5. 2013年11月20日発売 ISBN 978-4-253-23529-7
  6. 2014年5月20日発売 ISBN 978-4-253-23530-3